# چرتو کاستلو
چرتو کاستلو (به ایتالیایی: Cerreto Castello) یک کومونه در ایتالیا است که در استان بیه‌لا واقع شده‌است.

## خصوصیات
چرتو کاستلو ۲٫۷ کیلومترمربع مساحت و ۶۶۲ نفر جمعیت دارد.